# Daiara Tukano
Daiara Hori Figueroa Sampaio (São Paulo, 1982), conocida como Daiara Tukano, o Duhigô, de la etnia Tukano es una artista visual reconocida por su trabajo como muralista, docente y activista por los derechos de los indígenas brasileños. Daiara Tukano también es comunicadora y fue coordinadora de Rádio Yandê, la primera web-radio indígena de Brasil.

## Carrera
Daiara es descendiente del pueblo Tukano, del Alto Río Negro en Amazonas, en la frontera entre Brasil, Colombia y Venezuela. Nació en São Paulo, en una familia de líderes indígenas, en medio de un contexto político de movimiento social indígena que precedió a la Asamblea Constituyente. Se mudó a Brasilia con su familia, donde actualmente vive con sus hermanos.
En Brasilia, Daiara se graduó con una maestría en Derechos Humanos de la Universidad de Brasilia (UnB) donde investigó el derecho a la memoria y la verdad de los pueblos indígenas.
Su papel como activista indígena es paralelo con su trabajo de artista. En 2019 participó de un encuentro de líderes sociales, donde también participó el escritor Ailton Krenak en el Museo Calouste Gulbenkian, en Lisboa, en la exposición Mostra Ameríndia — Percursos do Cinema Indígena no Brasil, que reunió proyecciones de películas y debates sobre temas indígenas.  En 2018 también participó de ColaborAmerica, evento que propone nuevas formas de economía en América Latina.
En 2020, se convirtió en la artista indígena en tener el mural de arte callejero más grande del mundo, siendo la primera en pintar un frontón. La obra ocupa más de 1.000 m² en el histórico Edifício Levy, en el centro de Belo Horizonte, famoso por su papel en el surgimiento del Clube da Esquina. Con la colorida imagen de una madre cargando a su hijo en el regazo. Esta obra formó parte del Festival Cura y se llama Selva Mãe do Rio Menino .
En el mismo año, Daiara participó en una exposición colectiva en la Pinacoteca de São Paulo, la primera en más de 100 años de existencia que el Museo de São Paulo recibe una exposición exclusiva de arte indígena. La exposición Véxoa: Nós sabe contó con la participación de 23 artistas y estuvo expuesta hasta marzo de 2021.

## Obras
En su quehacer artístico, Daiara Tukano tiene una producción ecléctica y se destaca por su investigación sobre los diseños tradicionales de los objetos Tukano; y también de los espejismos que provocan las medicinas, los cantos y las ceremonias. 
Exposiciones:
- Festival 5ª edición del Circuito de Arte Urbano (Cura), realizado entre el 22 de septiembre y el 4 de octubre de este año, en Belo Horizonte. 2020
- Véxoa: Nós Sabe , un colectivo con obras de 24 artistas indígenas, curado por la también artista Naine Terena , del pueblo Terena, en la Pinacoteca de São Paulo. 2020.[13]

## Reconocimientos y Premios
- En 2020, Daiara Tukano pintó el mural de arte urbano realizado por un artista indígena más grande del mundo. La obra de arte ocupa un frontón de más de 1000 m² en el Edificio Levy, en Belo Horizonte. La imagen muestra a una madre cargando a su hijo.[6][14][15]